# Aponiente
Aponiente és un restaurant ubicat a El Puerto de Santa María, i dirigit pel xef Ángel León.
El restaurant Aponiente va obrir les portes el maig del 2007, al carrer Puerto Escondido, on va romandre fins a finals d'agost del 2015, etapa en que va aconseguir grans èxits, entre els quals dues estrelles Michelin, la primera el 2010 i la segona el 2014, i també el Premi Nacional de Gastronomia 2012 al seu xef. L'any 2017 va rebre la seva tercera estrella Mixhelín. Aquest restaurant situat en un antic molí de marees del segle XIX, al cor del Parc Natural Badia de Cadis, és l'únic establiment d'Andalusia que disposa de tres estrelles Michelin. Ángel León, també conegut com el “xef del mar”, ha mantingut sempre un fort compromís per la conservació i preservació de l'Oceà, cosa que li ha fet guanyar fama mundial, treballant amb espècies marines històricament descartades, investigant nous ingredients desconeguts i cercant sempre una pesca sostenible. El seu compromís amb la natura l'ha fet descobrir, utilitzar i reinventar aliments procedents del gran rebost del mar. L'any 2022 es va posar en valor tota aquesta feina per la sostenibilitat marina, i el restaurant Aponiente va ser guardonat amb el premi al 'Restaurant més sostenible del món' durant la gala dels The World's 50 Best Restaurants 2022.